# Gran Premio de Francia de Motociclismo de 1999
El Gran Premio de Francia de Motociclismo de 1999 fue la cuarta prueba del Campeonato del Mundo de Motociclismo de 1999. Tuvo lugar en el fin de semana del 21 al 23 de mayo de 1999 en el Circuito Paul Ricard, situado en la ciudad de Le Castellet, Francia. La carrera de 500cc fue ganada por Àlex Crivillé, seguido de John Kocinski y Tetsuya Harada. Tohru Ukawa ganó la prueba de 250cc, por delante de Shinya Nakano y Stefano Perugini. La carrera de 125cc fue ganada por Roberto Locatelli, Arnaud Vincent fue segundo y Emilio Alzamora tercero.

## Resultados 500cc
| Pos. | N.º | Piloto                   | Constructor | Vueltas | Tiempo    | Parrilla | Pts. |
| ---- | --- | ------------------------ | ----------- | ------- | --------- | -------- | ---- |
| 1    | 3   | Àlex Crivillé            | Honda       | 31      | 42:35.648 | 5        | 25   |
| 2    | 19  | John Kocinski            | Honda       | 31      | +11.398   | 3        | 20   |
| 3    | 31  | Tetsuya Harada           | Aprilia     | 31      | +13.657   | 7        | 16   |
| 4    | 15  | Sete Gibernau            | Honda       | 31      | +14.370   | 14       | 13   |
| 5    | 4   | Carlos Checa             | Yamaha      | 31      | +14.409   | 4        | 11   |
| 6    | 6   | Norick Abe               | Yamaha      | 31      | +16.639   | 10       | 10   |
| 7    | 14  | Juan Bautista Borja      | Honda       | 31      | +21.224   | 15       | 9    |
| 8    | 55  | Régis Laconi             | Yamaha      | 31      | +21.245   | 13       | 8    |
| 9    | 8   | Tadayuki Okada           | Honda       | 31      | +26.063   | 8        | 7    |
| 10   | 5   | Alex Barros              | Honda       | 31      | +27.625   | 12       | 6    |
| 11   | 11  | Simon Crafar             | Yamaha      | 31      | +1:02.754 | 18       | 5    |
| 12   | 22  | Sébastien Gimbert        | Honda       | 31      | +1:12.210 | 19       | 4    |
| 13   | 26  | Haruchika Aoki           | TSR-Honda   | 31      | +1:15.698 | 16       | 3    |
| 14   | 18  | Markus Ober              | Honda       | 30      | +1 Vuelta | 23       | 2    |
| Ret  | 10  | Kenny Roberts Jr         | Suzuki      | 24      | Accidente | 2        |      |
| Ret  | 17  | Jurgen van den Goorbergh | MuZ Weber   | 7       | Retirado  | 9        |      |
| Ret  | 12  | Jean-Michel Bayle        | Modenas KR3 | 5       | Retirado  | 11       |      |
| Ret  | 7   | Luca Cadalora            | MuZ Weber   | 4       | Retirado  | 6        |      |
| Ret  | 2   | Max Biaggi               | Yamaha      | 2       | Accidente | 1        |      |
| Ret  | 21  | Michael Rutter           | Honda       | 0       | Accidente | 22       |      |
| Ret  | 25  | José Luis Cardoso        | TSR-Honda   | 0       | Accidente | 20       |      |
| DNS  | 16  | Yukio Kagayama           | Suzuki      |         |           | 17       |      |
| DNS  | 20  | Mike Hale                | Modenas KR3 |         |           | 21       |      |
| DNQ  | 68  | Mark Willis              | BSL         |         |           |          |      |

- Pole Position: Max Biaggi, 1:20.969
- Vuelta Rápida: Kenny Roberts Jr, 1:21.487

## Resultados 250cc
| Pos. | N.º | Piloto             | Constructor | Vueltas | Tiempo    | Parrilla | Pts. |
| ---- | --- | ------------------ | ----------- | ------- | --------- | -------- | ---- |
| 1    | 4   | Tohru Ukawa        | Honda       | 29      | 40:50.340 | 4        | 25   |
| 2    | 56  | Shinya Nakano      | Yamaha      | 29      | +10.940   | 5        | 20   |
| 3    | 7   | Stefano Perugini   | Honda       | 29      | +20.696   | 8        | 16   |
| 4    | 6   | Ralf Waldmann      | Aprilia     | 29      | +21.219   | 6        | 13   |
| 5    | 24  | Jason Vincent      | Honda       | 29      | +21.421   | 12       | 11   |
| 6    | 21  | Franco Battaini    | Aprilia     | 29      | +26.021   | 2        | 10   |
| 7    | 12  | Sebastián Porto    | Yamaha      | 29      | +29.172   | 13       | 9    |
| 8    | 66  | Alex Hofmann       | TSR-Honda   | 29      | +35.011   | 14       | 8    |
| 9    | 14  | Anthony West       | TSR-Honda   | 29      | +35.916   | 19       | 7    |
| 10   | 31  | Toshihiko Honma    | Yamaha      | 29      | +38.122   | 10       | 6    |
| 11   | 9   | Jeremy McWilliams  | Aprilia     | 29      | +43.060   | 9        | 5    |
| 12   | 10  | Fonsi Nieto        | Yamaha      | 29      | +52.963   | 22       | 4    |
| 13   | 36  | Masaki Tokudome    | TSR-Honda   | 29      | +52.970   | 21       | 3    |
| 14   | 37  | Luca Boscoscuro    | TSR-Honda   | 29      | +53.198   | 15       | 2    |
| 15   | 34  | Marcellino Lucchi  | Aprilia     | 29      | +56.805   | 11       | 1    |
| 16   | 68  | Vincent Philippe   | Honda       | 29      | +1:24.349 | 20       |      |
| 17   | 11  | Tomomi Manako      | Yamaha      | 29      | +1:29.118 | 23       |      |
| 18   | 58  | Matias Rios        | Aprilia     | 28      | +1 giro   | 26       |      |
| 19   | 22  | Lucas Oliver Bultó | Yamaha      | 28      | +1 Vuelta | 28       |      |
| 20   | 27  | Rob Filart         | Honda       | 28      | +1 Vuelta | 24       |      |
| Ret  | 46  | Valentino Rossi    | Aprilia     | 28      | Retirado  | 1        |      |
| Ret  | 15  | David García       | Yamaha      | 24      | Retirado  | 17       |      |
| Ret  | 23  | Julien Allemand    | TSR-Honda   | 22      | Accidente | 16       |      |
| Ret  | 1   | Loris Capirossi    | Honda       | 21      | Accidente | 3        |      |
| Ret  | 44  | Roberto Rolfo      | Aprilia     | 15      | Retirado  | 7        |      |
| Ret  | 41  | Jarno Janssen      | TSR-Honda   | 9       | Accidente | 18       |      |
| Ret  | 16  | Johan Stigefelt    | Yamaha      | 1       | Accidente | 25       |      |
| Ret  | 93  | Hervé Mora         | Aprilia     | 1       | Accidente | 29       |      |
| Ret  | 65  | Julien Da Costa    | Honda       | 1       | Retirado  | 27       |      |
| DNQ  | 67  | Thomas Metro       | Honda       |         |           |          |      |

- Pole Position: Valentino Rossi, 1:23.366
- Vuelta Rápida: Valentino Rossi, 1:23.365

## Resultados 125cc
| Pos. | N.º | Piloto               | Constructor | Vueltas | Tiempo     | Parrilla | Pts. |
| ---- | --- | -------------------- | ----------- | ------- | ---------- | -------- | ---- |
| 1    | 15  | Roberto Locatelli    | Aprilia     | 27      | 40:23.904  | 3        | 25   |
| 2    | 21  | Arnaud Vincent       | Aprilia     | 27      | +6.124     | 6        | 20   |
| 3    | 7   | Emilio Alzamora      | Honda       | 27      | +6.401     | 5        | 16   |
| 4    | 4   | Masao Azuma          | Honda       | 27      | +6.567     | 2        | 13   |
| 5    | 6   | Noboru Ueda          | Honda       | 27      | +7.015     | 11       | 11   |
| 6    | 13  | Marco Melandri       | Honda       | 27      | +7.090     | 8        | 10   |
| 7    | 8   | Gianluigi Scalvini   | Aprilia     | 27      | +9.163     | 4        | 9    |
| 8    | 17  | Steve Jenkner        | Aprilia     | 27      | +14.240    | 14       | 8    |
| 9    | 1   | Kazuto Sakata        | Honda       | 27      | +14.996    | 17       | 7    |
| 10   | 16  | Simone Sanna         | Honda       | 27      | +15.487    | 7        | 6    |
| 11   | 12  | Randy De Puniet      | Aprilia     | 27      | +15.490    | 20       | 5    |
| 12   | 29  | Ángel Nieto Jr       | Honda       | 27      | +15.865    | 18       | 4    |
| 13   | 32  | Mirko Giansanti      | Aprilia     | 27      | +19.043    | 12       | 3    |
| 14   | 10  | Jerónimo Vidal       | Aprilia     | 27      | +34.498    | 10       | 2    |
| 15   | 9   | Frédéric Petit       | Aprilia     | 27      | +36.391    | 19       | 1    |
| 16   | 23  | Gino Borsoi          | Aprilia     | 27      | +39.141    | 16       |      |
| 17   | 20  | Bernhard Absmeier    | Aprilia     | 27      | +1:00.715  | 24       |      |
| 18   | 22  | Pablo Nieto          | Derbi       | 27      | +1:00.814  | 27       |      |
| 19   | 59  | Grégory Lefort       | Aprilia     | 27      | +1:19.170  | 25       |      |
| 20   | 58  | Eric Dubray          | Honda       | 26      | +1 Vuelta  | 28       |      |
| 21   | 60  | Hervé Louiset        | Honda       | 26      | +1 Vuelta  | 29       |      |
| 22   | 52  | Mike Lougassi        | Honda       | 25      | +2 Vueltas | 30       |      |
| Ret  | 44  | Alessandro Brannetti | Aprilia     | 19      | Accidente  | 15       |      |
| Ret  | 18  | Reinhard Stolz       | Honda       | 5       | Accidente  | 23       |      |
| Ret  | 11  | Max Sabbatani        | Honda       | 5       | Accidente  | 21       |      |
| Ret  | 5   | Lucio Cecchinello    | Honda       | 2       | Accidente  | 1        |      |
| Ret  | 54  | Manuel Poggiali      | Aprilia     | 1       | Accidente  | 13       |      |
| Ret  | 26  | Ivan Goi             | Honda       | 0       | Accidente  | 22       |      |
| Ret  | 41  | Youichi Ui           | Derbi       | 0       | Accidente  | 9        |      |
| DNS  | 61  | Jimmy Petit          | Honda       |         |            | 26       |      |

- Pole Position: Lucio Cecchinello, 1:28.864
- Vuelta Rápida: Gianluigi Scalvini, 1:28.891